# Country-tune
Country-tune is een compositie van Arnold Bax.
Van dit werkje met een tijdsduur van amper twee minuten is vrijwel niets bekend. Onderzoek voor de compact disc-uitgave van 1987 en het boekwerk A catalogue of the works of Sir Arnold Bax van Graham Parlett leverde vrijwel niets op. Het werkje werd genoemd in de Grove's Dictionary of Music and Musicians, versie 5, waarbij Bax zelf deels verantwoordelijk was voor het artikel over hem. Het is wel uitgegeven door Murdoch & Murdoch ind 1921, de Naxos-uitgave hield het erop dat Country-tune wellicht geschreven is op verzoek van Murdoch & Murdoch. Het werk moet uitgevoerd worden in het gematigd snel tempo allegretto en is geschreven in A majeur.
Country-tune is in 2017 in drie versies te koop:
- uitgave Lyrita: Iris Loveridge in een opname uit 1959
- uitgave Chandos: Erik Parkin in een opname uit 1985
- uitgave Naxos: Ashley Wass in een opname uit 2004